# Ursoaia Nouă, Căușeni
Ursoaia Nouă este un sat din cadrul comunei Tănătarii Noi din raionul Căușeni, Republica Moldova.

## Demografie

### Structura etnică
Structura etnică a localității conform recensământului populației din 2004:
| Grup etnic                    | Populație | % Procentaj |
| ----------------------------- | --------- | ----------- |
| Băștinași declarați Moldoveni | 200       | 100%        |
| Total                         | 200       |             |